# Ричард Гузмич
Ричард Гузмич (мађ. Guzmics Richárd; Сомбатхељ, 16. април 1987) мађарски је бивши професионални фудбалер који игра на позицији централног бека. Он је производ омладинске академије Халадаш из Сомбатхеља.

## Каријера

### Клуб
Ричард Гузмич је рођен у Сомбатхељу и почео је да игра фудбал у локалном Халадашу. У то време клуб је играо у НБ II, из које су се вратили у највишу дивизију након освајања шампионата у сезони 2007/08. Као почетници, одмах су заузели треће место, што је значило да могу да крену у квалификације за Лигу Европе следеће године. За екипу из Сомбатхеља је одиграо 247 лигашких утакмица. После Халадаша Гузмић је 10. септембра 2014. прешао у пољску екипу Вислу Краков.
Дана 7. јануара 2017. постао је играч Ђенпиен Фундеа у кинеског прволигаша. На крају сезоне 2017, он и његов тим су испали из прве лиге. За кинески клуб је на 19 првенствених утакмица Гузмич је постигао један гол . У априлу 2018. године добио је црвени картон против Џеђианг Јитанга и касније је суспендован са десет мечева неиграња. На првенству Кинеске друге лиге 2018. играо је 18 пута и постигао један гол. Није продужио уговор, који му је истицао крајем године, па је постао слободан играч.
Дана 26. јануара 2019. постао је играч словачког Слована из Братиславе.
Жори Мезекевешд је 14. октобра 2019. године објавио објавио да је потписао уговор са Гузмичем, пошто му је уговор са тимом Словачке му је истекао 31. децембра, а после тога је могао да игра само за свој нови тим. Дана 6. априла 2021. објавио је да је раскинуо уговор са тимом Жори Мезекевешдем.
Халадаш је 12. августа 2021. најавио да ће се Гузмич вратити у свој матични тим након 7 година. Пензионисао се у лето 2022. године, није се одвајао од фудбала, основао је менаџмент компанију.

### Репрезентација
За репрезентацију Мађарске, Гузмичје дебитовао 14. новембра 2012. против репрезентације Норвешке. Дана 3. септембра 2013. у 2. минуту меча против Румуна направио је огромну грешку као последњи човек, практично давши гол-пас румунском нападачу Ципријану Марици. После тог догађаја био је критикован од стране штампе и навијача, а није ни позван у репрезентацију након одласка Шандора Егерварија. Нови селектор Бернд Шторк је поново у одбрани репрезентације рачунао на Гузмича, који је већ био легионар у Висли Краков, који је био један од најпоузданијих чланова одбране током квалификација, а потом и алтернативних квалификација. Учествовао је на Европском првенству у фудбалу 2016. где је играо у све утакмице репрезентације Мађарске.

## Достигнућа
Халадаш Сомбатхељ
- Друга лига Мађарске у фудбалу: 
  - шампион: 2007/08.
- Прва лига Мађарске у фудбалу: 
  - вицешампион: 2018/19

 Слован Братислава
- Суперлига Словачке у фудбалу: 
  - шампион: 2018/19.[22]  2019-2020[23]

 Мезекевешд
- Куп Мађарске у фудбалу: 
  - финалиста: 2019/20[24]